# Новофетинино
Новофетинино — деревня в Кольчугинском районе Владимирской области России. Входит в состав Раздольевского сельского поселения.

## География
Расположена в 16 км на юго-запад от центра поселения посёлка Раздолье и в 11 км на юго-запад от районного центра города Кольчугино.

## История
В конце XIX — начале XX века село входило в состав Коробовщинской волости Покровского уезда и называлось Ново-Фетиньиным.
По данным за 1895 год, в селе ежегодно проводилась однодневная ярмарка, в День Всех святых 1 ноября. Товары доставляемые на ярмарку: мануфактура, бакалея, мука, хлеб, железные изделия и прочее. За ярмарочный день реализовывалось товара примерно на 300 рублей.
Плисорезные заведения:
- крестьянина Осипа Ивановича Морозова. Открыто в 1873 году. По данным на 1900 год в заведении работало 33 рабочих[3]..
- крестьянина Семёна Ивановича Морозова. Открыто в 1888 году. По данным на 1900 год в заведении работало 50 рабочих[3].
- крестьянина Василия Васильевича Морозова. Открыто в 1873 году. По данным на 1900 год в заведении работало 65 рабочих[3].

С 1929 года деревня являлась центром Новофетининского сельсовета Кольчугинского района, с 1954 года — в составе Коробовщинского сельсовета, с 1979 года — в составе Белореченского сельсовета, с 1984 года — в составе Раздольевского сельсовета, с 2005 года — в составе Раздольевского сельского поселения.

## Население
| 1859 | 1905 | 1926 | 2002 | 2010 | 2021 |
| ---- | ---- | ---- | ---- | ---- | ---- |
| 566  | ↘400 | ↗495 | ↘6   | ↗9   | ↗109 |

## Достопримечательности
В селе находится восстанавливаемый Храм Всех Святых (1842).